# Gary O’Neil
Gary Paul O’Neil (ur. 18 maja 1983 w Londynie) – angielski piłkarz występujący na pozycji pomocnika.

## Kariera klubowa
O’Neil swoją piłkarską karierę rozpoczął w roku 1999 w Portsmouth FC. W klubie tym zadebiutował 16 stycznia 2000 roku w wygranym 3:0 ligowym meczu z Barnsley FC. Było to jego jedyne spotkanie rozegrane w debiutanckim sezonie. 6 maja 2001 roku w meczu z Barnsley FC zdobył swoją pierwszą bramkę dla Portsmouth FC. Sezon 2000/2001 zakończył z dziesięcioma ligowymi występami oraz dwoma pucharowymi. W następnych rozgrywkach O’Neil stał się podstawowym piłkarzem swojej drużyny. Zagrał wówczas w 33 meczach League Championship oraz zdobył jedną bramkę (9 marca 2002 w meczu z Millwall FC). Przez następny sezony O’Neil nie stracił miejsca w wyjściowej jedenastce Portsmouth, wystąpił wówczas w 30 spotkaniach oraz zdobył trzy bramki, jego drużyna zajęła 1. miejsce w League Championship i awansowała do Premier League.
26 września 2003 roku O’Neil został wypożyczony do Walsall FC. Swój pierwszy występ w nowej drużynie zaliczył 27 września, kiedy to zagrał w wygranym 2:1 pojedynku z Preston North End. O’Neil w ekipie Walsall zagrał jeszcze sześć razy, po czym, pod koniec października powrócił do Portsmouth. Po miesięcznej nieobecności, O’Neil 8 listopada zadebiutował w Premier League, było to w meczu z Leeds United. W spotkaniu tym Anglik zdobył także dwie bramki. W całym sezonie zagrał jeszcze w dwóch meczach.
24 września 2004 roku został ponownie wypożyczony, tym razem do Cardiff City. Swój pierwszy występ w tym klubie zaliczył 25 września, kiedy to zagrał w spotkaniu z Wolverhampton Wanderers. Pierwszą bramkę zdobył natomiast 23 października w pojedynku z Leicesterem City. Na Fratton Park powrócił w listopadzie. Sezon ten zakończył natomiast z 24 występami oraz dwiema bramkami. W następnych rozgrywkach zagrał w 36 meczach Premier League, w których zdobył sześć bramek, stał się zarazem drugim najlepszym strzelcem klubu, o jedną bramkę więcej od niego miał tylko Lomano LuaLua. W roku 2006 został także wybrany przez kibiców najlepszym piłkarzem roku. W następnych rozgrywkach O’Neil nie stracił miejsca w składzie występując w 35 meczach. W sierpniu 2007 roku za 5 milionów funtów przeszedł do Middlesbrough FC. Łącznie w ekipie Portsmouth FC wystąpił 174 razy oraz zdobył 16 bramek.
W drużynie Boro swój debiut zaliczył 18 sierpnia, kiedy to zagrał w wygranym 3:1 spotkaniu z Boltonem Wanderers. W swoim pierwszym sezonie w Middlesbrough O’Neil zagrał jeszcze w 25 meczach, jednak nie zdobył żadnej bramki. Pierwsze trafienie zaliczył 29 października następnego roku w pojedynku z Manchesterem City.
W styczniu 2011 roku, O’Neil przeszedł do West Hamu United na zasadzie transferu definitywnego. Anglik podpisał 2,5 letni kontrakt. Suma transferu nie została ujawniona.
7 sierpnia przeszedł na zasadzie wolnego transferu do Queens Park Rangers.
5 sierpnia 2014 roku przeniósł się do Norwich City.

## Kariera reprezentacyjna
O’Neil w latach 2003–2004 zaliczył dziewięć występów w reprezentacji Anglii do lat 21. W seniorskiej kadrze jeszcze nie zadebiutował.